# Tkemali
Tkemali (gruz. ტყემალი) – gruziński sos produkowany ze śliwek i specjalnie dobranych przypraw. Śliwki gotuje się, odpestkowuje i przeciera przez sito. Następnie dodaje się przyprawy: kolendrę, czosnek oraz odrobinę ostrej papryki oraz pieprz i sól. Ostudzony podaje się do drobiu, szaszłyków, ryb.